# Avis (Logistik)

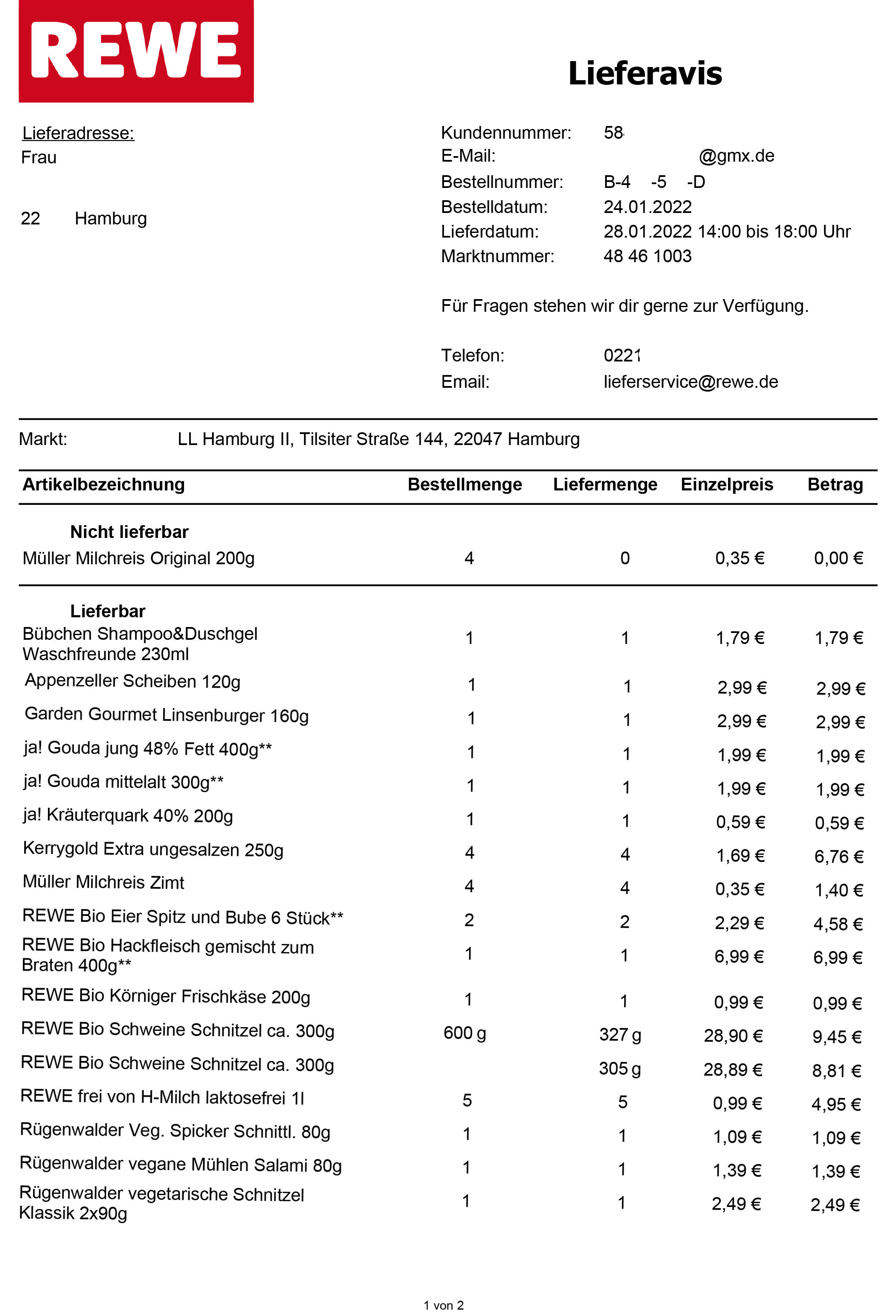
Lieferavis des Lieferservices eines Supermarktes

Das Avis ([aˈvi], französisch ‚Mitteilung‘/‚Hinweis‘, in Österreich: Aviso) ist im Warenverkehr die Ankündigung einer Lieferung (Lieferavis), im Zahlungsverkehr die Ankündigung einer Zahlung (Zahlungsavis) oder Rechnung (Rechnungsavis).

## Lieferavis
Ein Lieferavis (Versandanzeige) ist die Ankündigung einer Lager- bzw. Warenlieferung. Das Lieferavis wird vom Lieferanten an den Empfänger der Ware gesendet, bevor die Ware geliefert wird. Häufig werden Lieferavise in Lieferketten verwendet, in welchen es für den Empfänger der Ware von großer Wichtigkeit sein kann, über den rechtzeitigen oder auch verspäteten Zugang der Ware informiert zu werden, um ggf. Vorkehrungen treffen zu können.
Solche Vorkehrungen können sein:
- Umorganisation des Lagers, um bei Platzproblemen die Einlagerung vornehmen zu können
- Einplanung von Ressourcen (Personal, Geräte usw.) für die Abfertigung und Verarbeitung der gelieferten Waren
- Ausrichtung der Produktionsplanung.

Eine Avisierung sollte stets den geschätzten Lagerzugangszeitpunkt und die enthaltenen Artikel (mit Artikelnummer und Menge) beinhalten. Es können auch zusätzliche Informationen wie Gewicht und Volumen der Lieferung angegeben werden.
Ein mittels Electronic Data Interchange (EDI) übertragenes Lieferavis stellt die Advance Shipping Notice dar. Im Speziellen gibt es im EDIFACT-Standard die Meldung DESADV (englisch despatch advice message).
Bei Auslieferung wird der Ware ein Versandavis beigefügt.

## Zahlungsavis
Das Zahlungsavis wird benötigt, um, insbesondere im Fall einer Sammelüberweisung, dem Zahlungsempfänger die Zuordnung der Zahlung zur korrespondierenden Gegenleistung zu erleichtern und dem Empfänger aufzuzeigen, dass eine Zahlung eingehen wird.
Die Zahlungszuordnung in einem Zahlungsavis wird durch eine detaillierte Aufstellung aller mit der betroffenen Zahlung ausgeglichenen Posten (Rechnungen bzw. Gutschriften) hergestellt. Diese Aufstellung enthält in der Regel folgende Rechnungsdetails: Rechnungsdatum, Rechnungsnummer, evtl. Skontoabzug, Zahlungsbetrag je bezahlte Rechnung bzw. verrechnete Gutschrift. Ferner ist es möglich, eine beleglose Buchung in eine belegbehaftete durch Buchung umzuwandeln.
Im Bankwesen kommt das Zahlungsavis besonders im Zahlungsverkehr vor, wenn Großbeträge zu disponieren sind. Es wird dann telefonisch zwischen Kreditinstitut und Zahlungsempfänger vorgenommen. Eine Rolle spielt das Avis auch bei Akkreditiven, wenn die avisierende Bank ihrem Kunden die Akkreditiveröffnung ankündigt.

## Rechnungsavis
Das Rechnungsavis kündigt eine Rechnung an. Im besten Fall enthält diese auch eine Auflistung aller zu berechnenden Positionen.